# 16783 Bychkov
16783 Bychkov (1996 XY25) là một tiểu hành tinh vành đai chính được phát hiện ngày 14 tháng 12 năm 1996 bởi R. A. Tucker ở Goodricke-Pigott Observatory.